# That Night (песня)
«That Night» (с англ. — «Той ночью») — песня латвийской группы «Carousel», представленная на конкурсе «Евровидение-2019» в Тель-Авиве.

## Евровидение
16 февраля 2019 года песня «That Night» группы «Carousel» выбрана представлять Латвию на конкурсе «Евровидение-2019», после победы в финале национального отбора «Supernova 2019».